# Русоциці (Любуське воєводство)
Русоциці (пол. Rusocice, нім. Raußen) — село в Польщі, у гміні Жари Жарського повіту Любуського воєводства.
У 1975-1998 роках село належало до Зеленогурського воєводства.